# 버니 웨일러
버니 웨일러(Bunny Wailer, 1947년 4월 10일 ~ 2021년 3월 2일)는 자메이카 킹스턴에서 태어난 가수 겸 싱어송라이터이며 레게 뮤지션이다.

## 생애

### 음악 활동
1960년 솔로 스카 가수 첫 데뷔한 그는 1962년 밥 말리, 피터 토시 등과 의기상투하여 스카 밴드 〈Teenagers〉의 퍼커셔니스트, 보컬리스트 겸 봉고 드러머로 활동하였으며 1965년 레게 밴드 〈Wailing Brothers〉의 퍼커셔니스트, 보컬리스트 겸 콩가 드러머로 활동하였고 이듬해 1966년 레게 밴드 〈Wailers〉의 드러머 겸 보컬리스트로 활동하였으며 이후 1968년 레게 음악 장르를 표방으로써 솔로 가수 활동을 재개하였다.

## 유명세
자메이카 국민 훈장을 받은 그는 밥 말리, 피터 토시, 투츠 히버트, 존 홀트 등과 아울러 자메이카 레게 음악가 1세대라 일컬어진다.

## 대표작
그의 솔로 가수 대표작으로는 《Blackheart Man》이라는 노래 작품 등이 있다.

## 건강 및 사망
2018년 10월 웨일러는 경미한 뇌졸중을 일으켜 언어장애를 일으켰다. 2020년 7월, 그는 세인트앤드루구의 앤드루스 메모리얼 병원에 입원했고, 결국 그는 73세의 나이로 2021년 3월 2일 사망했다.